# Шанкол
Шанкол — село в Ноокатському районі Ошської області Киргизстану.

## Населення
У 2009 році населення Шанколу становило 4070 осіб.
У 2021 році його населення становило 2182 особи.

## Клімат
Найбільша кількість опадів (10,74 мм) в Шанколі була зафіксована 6 листопада 1979 року. Максимальні пориви вітру становили до 10,01 м/с у 1974 році.